# Cristina Fernández de Kirchner
Cristina Elisabeth Fernández de Kirchner (ur. 19 lutego 1953 w La Placie) – argentyńska polityk, senator z prowincji Santa Cruz w latach 1995–1997 i 2001–2005 oraz z prowincji Buenos Aires w latach 2005–2007 i od 2017, argentyńska pierwsza dama w latach 2003–2007, prezydent Argentyny w latach 2007–2015, wiceprezydent Argentyny w latach 2019–2023.

## Edukacja i życie prywatne
Cristina Fernandez de Kirchner urodziła się 19 lutego 1953 roku w mieście La Plata w prowincji Buenos Aires. Jest córką Eduarda Fernándeza i Ofelii Esther Wilhelm (ur. 1929, zm. 2019), której rodzicami byli niemiecki robotnik Carlos Wilhelm i hiszpańska pokojówka. Ma siostrę Gisele.

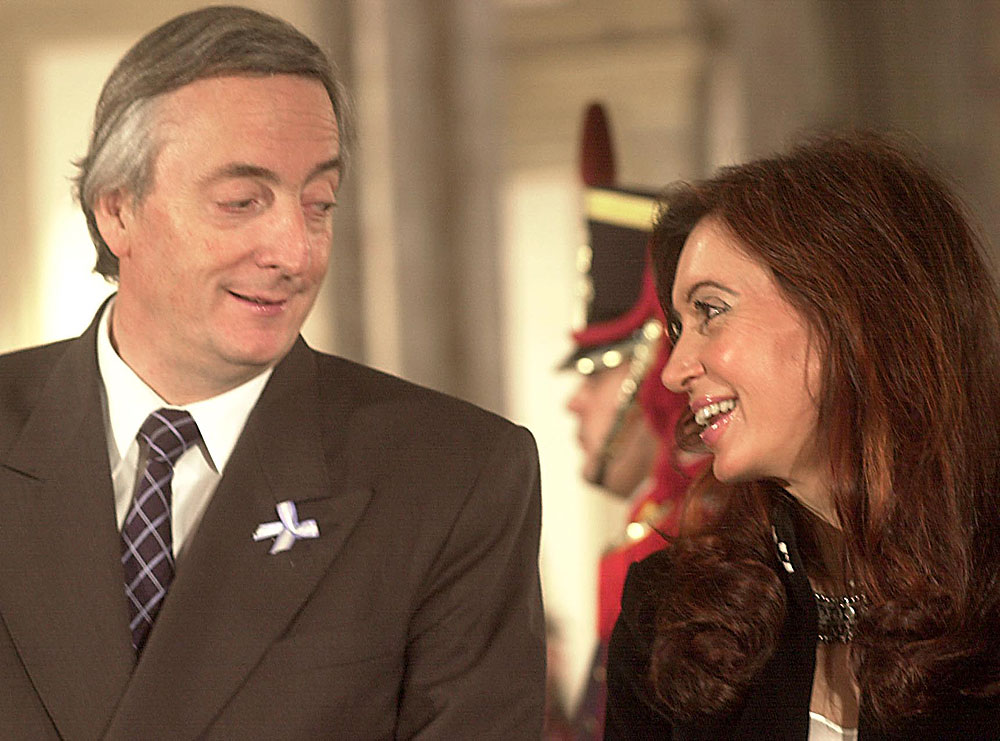
Cristina Fernández z mężem, 1 maja 2004

9 marca 1975 wyszła za mąż za kolegę ze studiów, Néstora Kirchnera. Oboje przenieśli się następnie do prowincji Santa Cruz, gdzie rozwinęli prywatną działalność. Mają dwoje dzieci: Maximo i Florencię Kirchner.

## Kariera polityczna

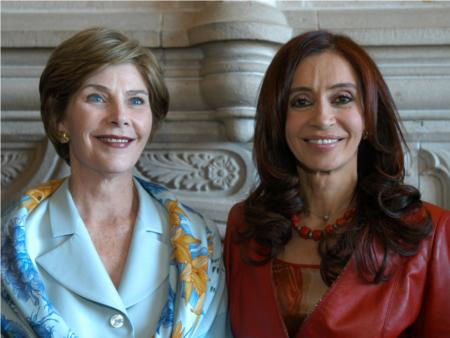
Cristina Fernández i Laura Bush, 5 listopada 2005

Fernandez rozpoczęła polityczną działalność w latach 70. w Tendencia Revolucionaria, frakcji Partii Justycjalistycznej i w jej ruchu młodzieżowym. W czasie rządów junty wojskowej w kraju pod wodzą Jorge Rafaela Videli (1976–1983), małżeństwo Kirchnerów wycofało się z polityki i wspólnie prowadziło praktykę adwokacką w Río Gallegos.
Do polityki Fernandez de Kirchner wróciła pod koniec lat 80. XX wieku i w 1989 została członkiem Zgromadzenia Lokalnego prowincji Santa Cruz. W 1993 uzyskała reelekcję.
W 1995 została przedstawicielką prowincji Santa Cruz w argentyńskim Senacie, a w 1997 w Izbie Deputowanych. W 2001 ponownie weszła w skład Senatu, reprezentując ciągle tę samą prowincję.
Fernandez de Kirchner aktywnie wsparła kampanię prezydencką swojego męża w 2003. Néstor Kirchner został prezydentem 25 maja 2003 i urząd ten sprawował do 10 grudnia 2007. Jako pierwsza dama stała się ambasadorem i rzecznikiem rządu. Jej odważny styl wystąpień publicznych spolaryzował argentyńską politykę, lecz został doceniony przez dużą część społeczeństwa, głównie wywodzącego się z niższych klas.
W wyborach w październiku 2005 była główną kandydatką Frontu na rzecz Zwycięstwa (koalicja wyborcza Partii Justycjalistycznej) do urzędu senatora w prowincji Buenos Aires. 23 października 2005 po kampanii wyborczej, pokonała swą rywalkę, Hildę Gonzalez de Duhalde, żonę prezydenta Eduardo Duhalde. Jej lista zdobyła o 25% więcej głosów.

## Wybory prezydenckie

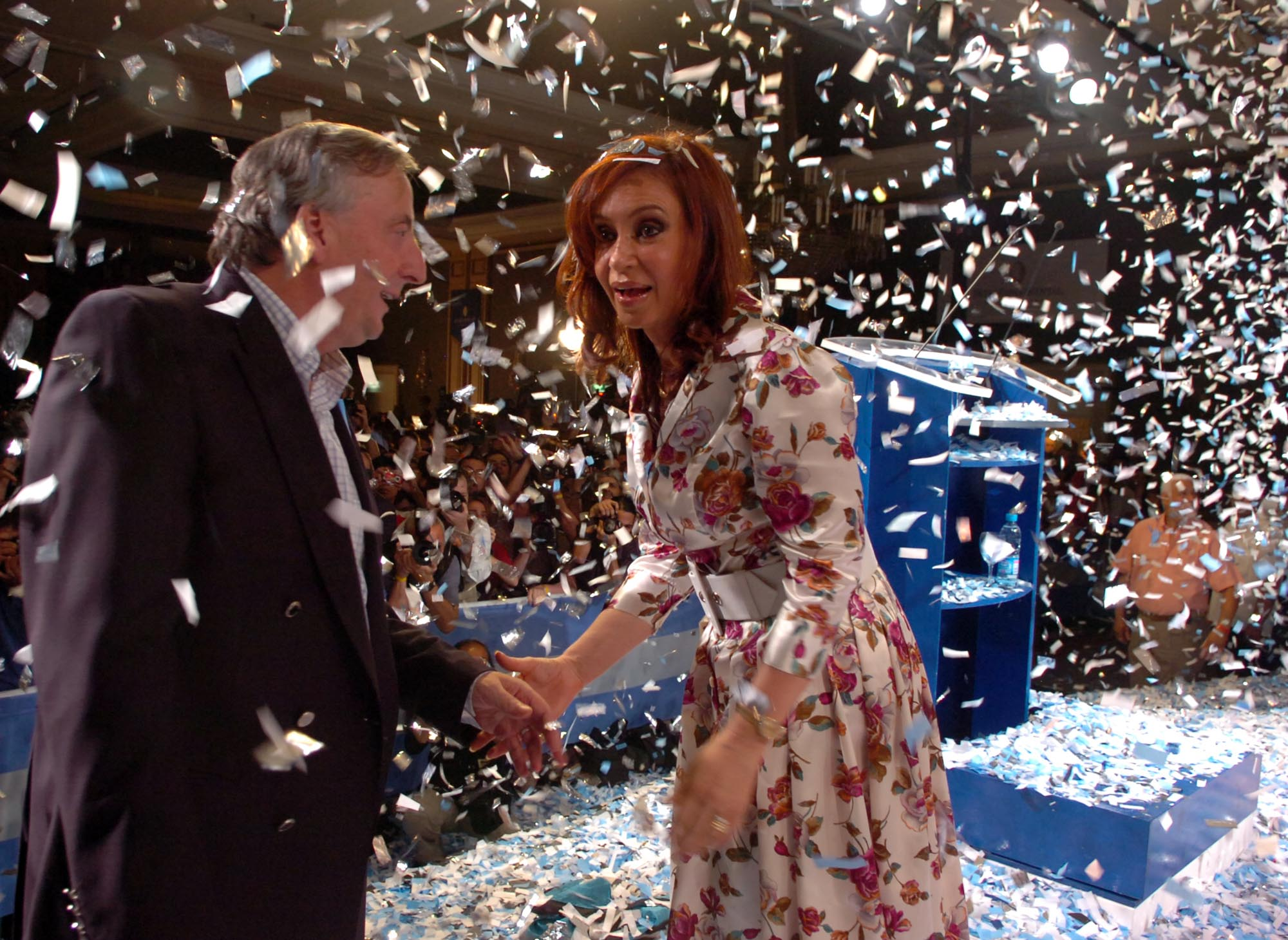
Cristina Fernández de Kirchner wraz z mężem w czasie wieczoru wyborczego,
28 października 2007

Wiosną 2007 prezydent Nestor Kirchner, który wydawał się być najpoważniejszym kandydatem do urzędu prezydenta w 2007, ogłosił, iż nie zamierza ubiegać się o reelekcję, choć według wszelkich sondaży bez trudu by ją uzyskał. 1 lipca 2007 szef gabinetu prezydenta, Alberto Fernández, ogłosił oficjalnie, że kandydatką Frontu na rzecz Zwycięstwa będzie żona Kirchnera – Cristina Fernández de Kirchner. Rozpoczęła ona swoją kampanię wyborczą 19 lipca 2007.
Cristina Fernández de Kirchner w wyborach 28 października 2007 odniosła zwycięstwo już pierwszej turze głosowania, zdobywając 44,9% głosów poparcia. Jej główna rywalka, była Miss Argentyny Elisa Carrió otrzymała tylko niecałe 23% głosów. Trzecie miejsce, z wynikiem 16,9% głosów, zajął ekonomista i były minister, Roberto Lavagna.
14 listopada 2007 ogłosiła skład swojego gabinetu. Siedmiu z 12 ministrów zajmowało swoje stanowiska już w gabinecie jej męża, m.in. minister rozwoju społecznego Alicia Kirchner, siostra Nestora Kirchnera. Cristina Kirchner oficjalnie objęła urząd prezydenta 10 grudnia 2007 na czteroletnią kadencję. Jest drugą kobietą na tym stanowisku, jednak pierwszą wybraną w wyniku wyborów powszechnych.

## Prezydentura (2007–2015)
Na początku swej prezydentury Kirchner weszła w ostry konflikt ze Stanami Zjednoczonymi. Amerykański prokurator oskarżył bowiem administrację Kirchner o przyjęcie w sierpniu 2007 nielegalnych środków finansowych w wysokości 790 mln USD na swoją kampanię prezydencką od prezydenta Wenezueli Hugo Cháveza. Oba państwa kategorycznie temu zaprzeczyły.
19 grudnia 2007 Kirchner w odpowiedzi na oskarżenia, wezwała amerykańskiego ambasadora i ograniczyła jego uprawnienia. 31 stycznia 2008 ambasador amerykański na specjalnej konferencji, w obecności de Kirchner, oświadczył iż rząd USA nigdy nie wysuwał żadnych oskarżeń pod adresem administracji argentyńskiej, co złagodziło dwustronny spór.

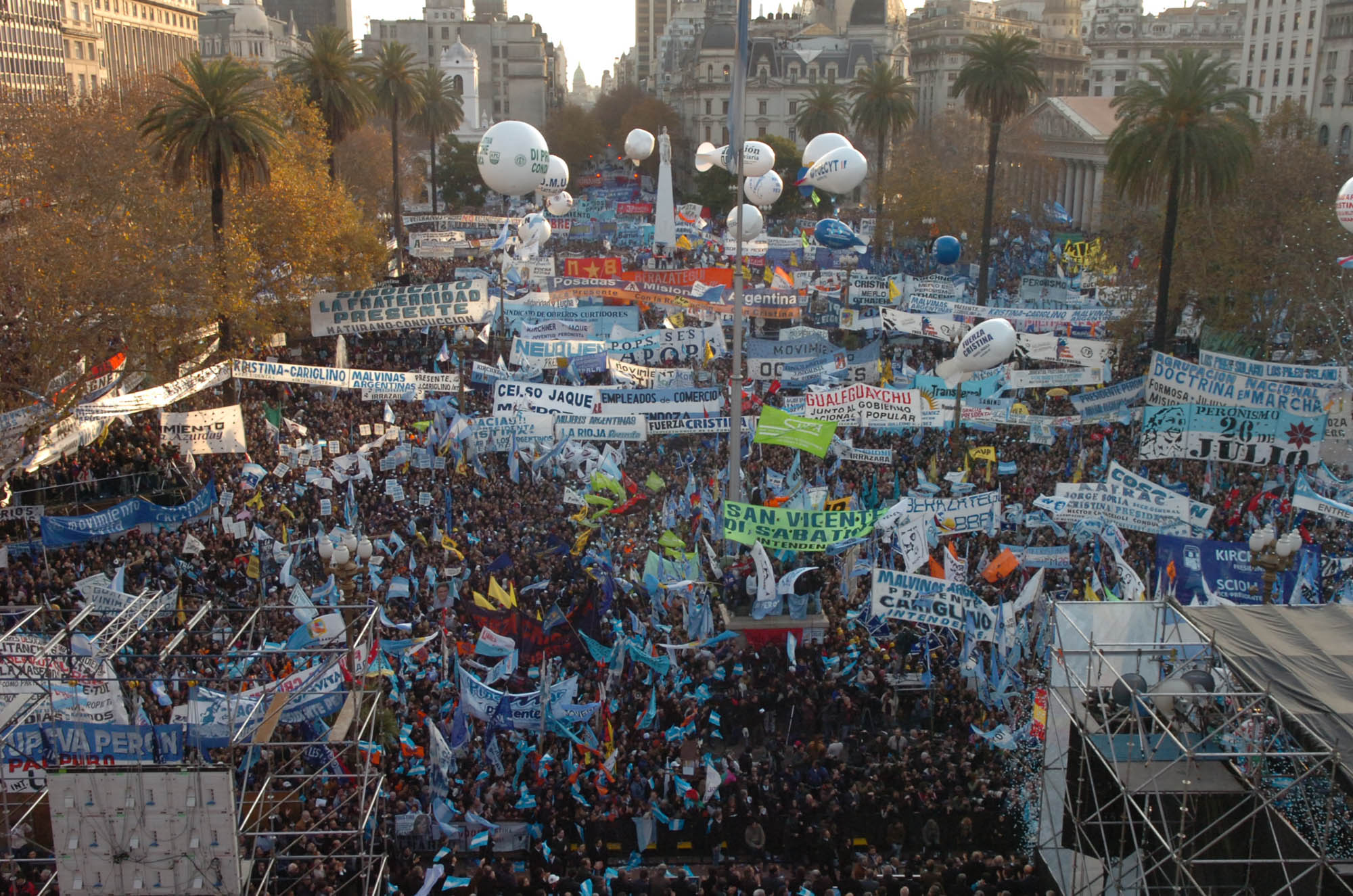
Protesty społeczne w Argentynie w czasie konfliktu o podatki eksportowe dla rolników w 2008

W marcu 2008 rząd prezydent de Kirchner przedstawiła projekt ustawy podnoszącej podatki eksportowe na produkty rolne z obecnych 35% do 44%. Krok ten doprowadził do masowych strajków i blokad rolniczych, które rozpoczęły się 12 marca 2008. Protestujący domagali się wycofania się rządu z nowych taryf podatkowych. 25 marca 2008 tysiące demonstrantów zebrało się w Buenos Aires naprzeciw pałacu prezydenckiego, uderzając w metalowe garnki. Kilka godzin później prezydent de Kirchner oskarżyła rolników o wzniecanie niepokojów społecznych i chęć ogromnych zysków. Zaogniło to sytuację i protesty rozprzestrzeniły się na cały kraj.
1 kwietnia 2008 rząd zorganizował w stolicy wiec swoich zwolenników, którzy przemaszerowali ulicami Buenos Aires. Na mównicy wystąpiła prezydent, która wezwała rolników do działania „jako część społeczeństwa, a nie jako właścicieli kraju”. W wyniku sporu z rolnikami, gwałtownie spadło poparcie społeczne dla prezydent i jej administracji. W sondażach z kwietnia 2008, z rządów prezydent Fernandez de Kirchner było zadowolonych tylko ok. 23% respondentów.
5 lipca 2008 ustawę o podatkach eksportowych przyjęła Izba Deputowanych, niższa izba parlamentu, stosunkiem głosów 129 do 122. 17 lipca 2008 w głosowaniu w Senacie, głos jego przewodniczącego i jednocześnie wiceprezydenta Julio Cobosa, przesądził o odrzuceniu ustawy. Tym samym kontrowersyjne prawo nie weszło w życie, a wiceprezydent Cobos został okrzyknięty przez administrację prezydencką mianem zdrajcy.

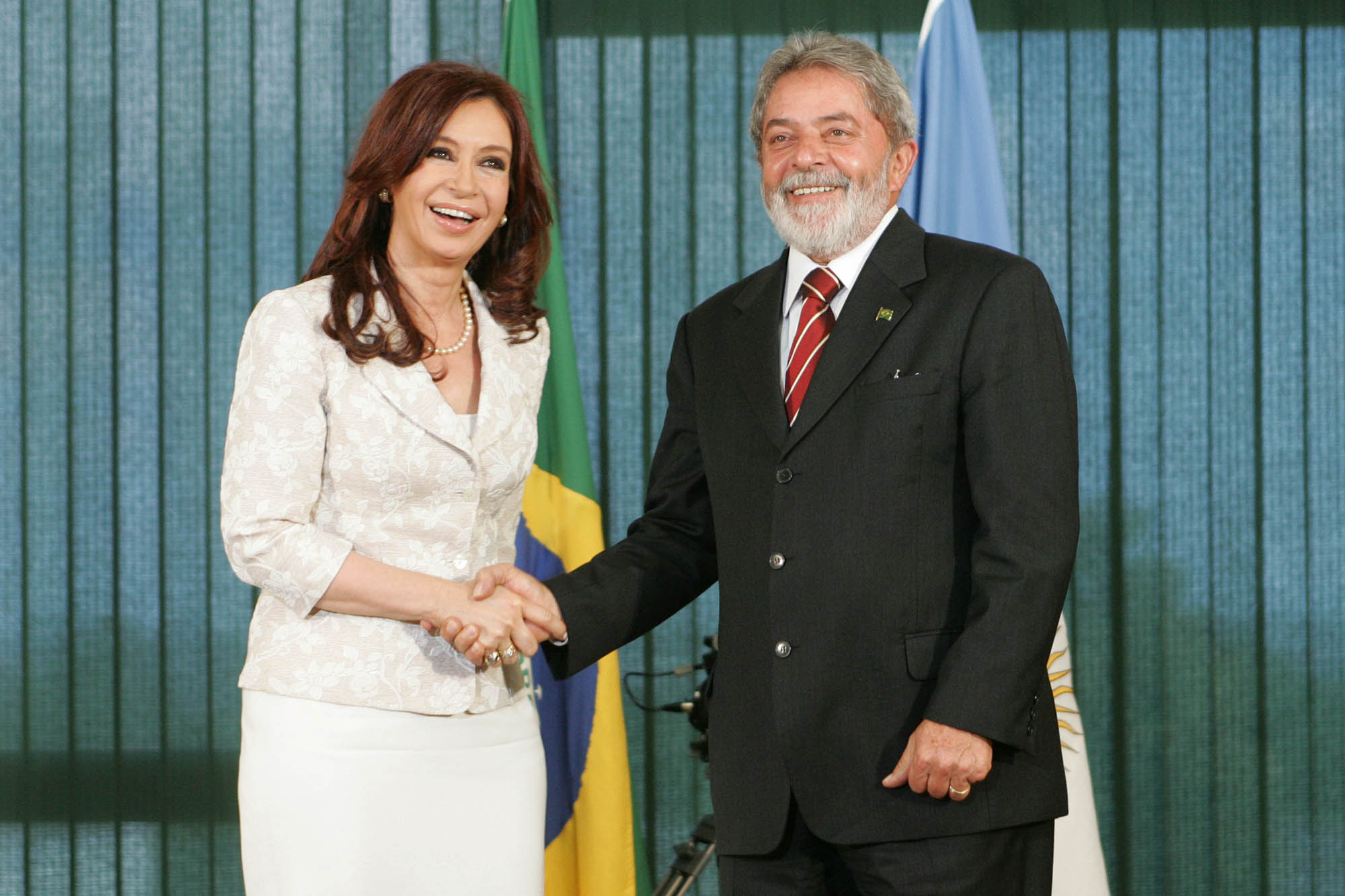
Cristina Fernández de Kirchner z prezydentem Brazylii Lula da Silvą, 19 listopada 2007

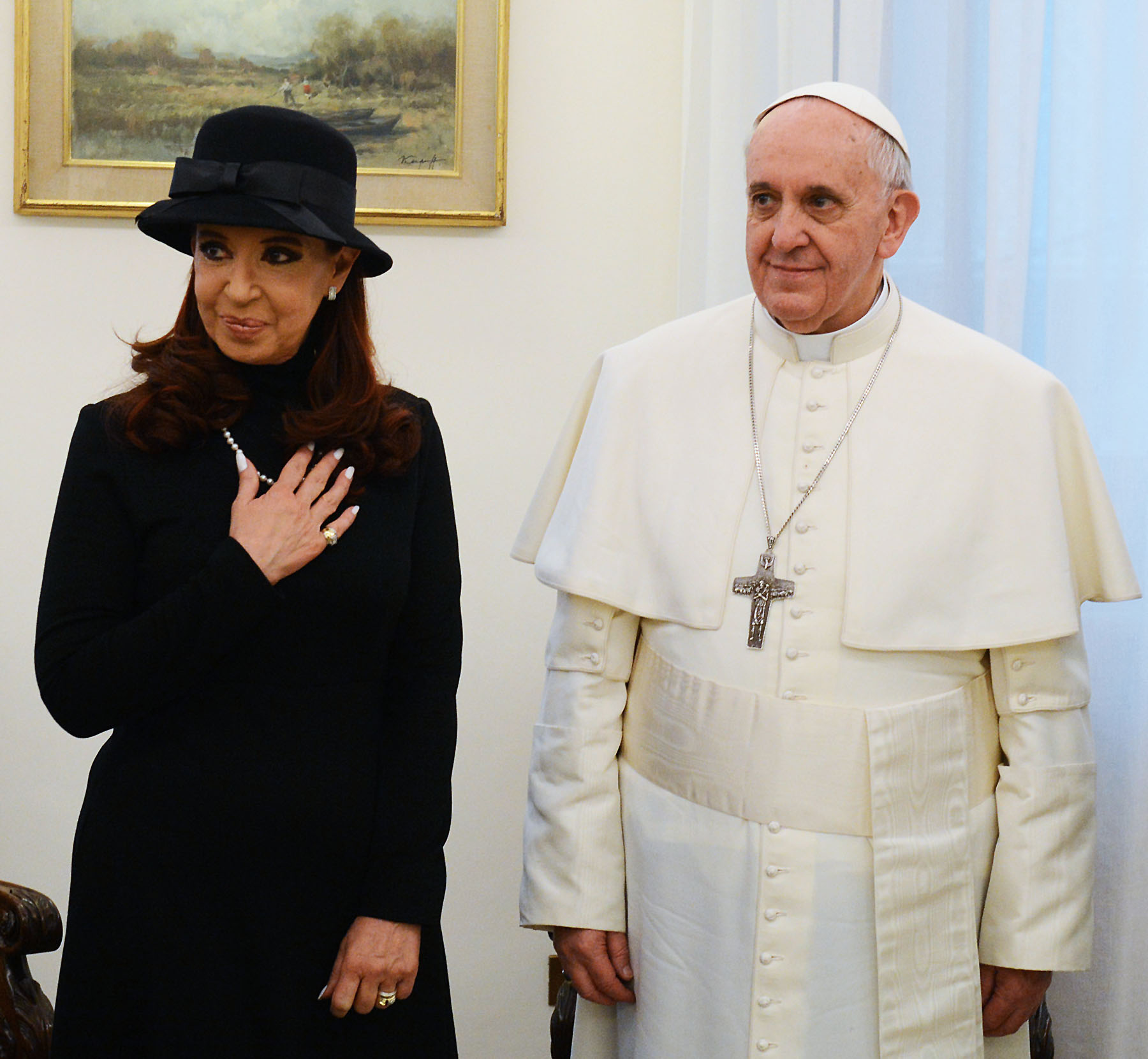
Cristina Fernández de Kirchner z papieżem Franciszkiem, 18 marca 2013

20 października 2008 prezydent Fernández de Kirchner podpisała ustawę o nacjonalizacji środków prywatnych funduszy emerytalnych, opiewających na kwotę 30 miliardów USD. Ruch ten uzasadniała potrzebą ochrony aktywów obywateli w obliczu niepewnej sytuacji na rynku finansowym, związanej z kryzysem gospodarczym.
21 lipca 2010 prezydent podpisała ustawę legalizującą małżeństwa osób tej samej płci. Podpisanie miało uroczysty charakter i odbyło się w Casa Rosada (Różowy Dom – siedziba prezydenta) w Buenos Aires. Pod budynkiem zgromadziły się setki osób popierających wprowadzenie ustawy.
25 października 2010 roku Fernández de Kirchner uroczyście otworzyła argentyński zakład wzbogacania uranu, nieużywany od 1989 roku. Zakład przeszedł pierwszy etap modernizacji, mający zwiększyć jego wydajność 150 razy.
W wyborach generalnych 23 października 2011 uzyskała reelekcję po wygranej w pierwszej turze głosowania, w której zdobyła 50,24% głosów poparcia. Jej najpoważniejszy rywal Ricardo Alfonsín z Radykalnej Unii Obywatelskiej otrzymał 12,20% głosów.
28 grudnia 2011 poinformowano, że Kirchner cierpi na raka brodawkowatego tarczycy, którego wykryto tydzień wcześniej podczas rutynowych badań. 4 stycznia 2012 przeprowadzono operację wycięcia tarczycy, po której okazało się, że była ona zdrowa. 18 marca 2013 w Watykanie spotkała się na audiencji generalnej z papieżem Franciszkiem, a dzień później uczestniczyła w inauguracji jego pontyfikatu. Kilka razy Cristina Fernandez de Kirchner była przyjmowana na audiencji u papieża Franciszka: w 2014 dwa razy; w marcu i we wrześniu i w czerwcu 2015.
W wyborach prezydenckich w 2015, w których nie mogła już po raz kolejny startować, poparła kandydaturę byłego wiceprezydenta, Daniela Scioli. Kandydat przez nią popierany wygrał I turę zaś poniósł porażkę w II turze, przegrywając z burmistrzem stolicy Argentyny Mauricio Macrim. 10 grudnia 2015 Cristina Fernandez de Kirchner zakończyła urząd prezydenta Argentyny, nie uczestnicząc w inauguracji swojego następcy, gdyż jego zwycięstwo określiła jako „zamach stanu”.

## Okres postprezydentalny i wiceprezydentura
27 grudnia 2016 zostały de Kirchner postawione zarzuty korupcji. Była prezydent miała rozstrzygać przetargi na korzyść zaprzyjaźnionego biznesmena Lazaro Baeza. Jednocześnie sędzia nakazał zamrozić majątek de Kirchner. W sierpniu 2018 r. postawiono jej zarzuty kierowania organizacją korupcyjną.
W maju 2019 ogłosiła Alberta Fernándeza jako kandydata na urząd Prezydenta Argentyny w wyborach prezydenckich zaś siebie jako kandydatkę na urząd wiceprezydenta Argentyny. W wyborach tych odnieśli zwycięstwo, wygrywając już w pierwszej turze ze swoim konkurentem Mauricio Macrim, który ubiegał się o reelekcję; 10 grudnia 2019 Alberto Fernández został zaprzysiężony na kolejnego prezydenta zaś Cristina de Kirchner na urząd wiceprezydenta Argentyny. 2 września 2022 doszło do nieudanej próby zabójstwa de Kirchner. Napastnik nie oddał strzału mimo iż pistolet, którym się posłużył był naładowany. Inne źródła donoszą, że napastnik pociągnął za spust, sama broń jednak nie wypaliła.
10 grudnia 2023 z chwilą oddawania władzy przez Alberto Fernandeza i przekazania jego następcy, zakończyła pełnienie funkcji wiceprezydenta.

## Upamiętnienie
W 2016 roku na cześć Cristiny Fernández de Kirchner nazwano znaleziony w Argentynie nowy gatunek owada Argentinala cristinae, w podziękowaniu za wyniesienie urzędu sekretarza ds. nauki do rangi ministra poprzez utworzenie Ministerstwa Nauki, Technologii i Innowacji.